# Шахта «Бендюзька»
ДВАТ «Шахта „Бендюзька“» — входила до ВО ДКХ «Львіввугілля». Розташована у селі Бендюга, Сокальського району Львівської області.
2003 року видобуто 176 тисяч тон вугілля.
Адреса: 80100, с. Бендюга, Сокальський район, Львівської обл.